# اهوروا
اهوروا (به لاتین: Ahuroa) یک منطقهٔ مسکونی در نیوزیلند است که در Auckland Region واقع شده‌است.